# Народная газета (Таджикистан)
«Наро́дная газе́та» (тадж. Рӯзномаи «Народная газета») — центральная республиканская общественно-политическая газета на русском языке, издающаяся в Таджикистане. Является одним из официальных изданий правительства Республики Таджикистан. Главный офис газеты находится в центре Душанбе, на проспекте Саади Ширази дом 16.
Учреждена газета была 10 октября 1925 года Постановлением оргбюро КП(б) Таджикской АССР, которая входила в состав Узбекской ССР, получив название «Советский Таджикистан». В 1927 году из-за «материально-технических причин» выпуск газеты был приостановлен, но через два года получила второе рождение на основании Постановления от 9 октября 1929 года; через пару месяцев образовалась самостоятельная Таджикская ССР, и газета стала одним из главных официальных печатных органов ЦК КП Таджикской ССР. Одним из инициаторов возрождения газеты являлся Шириншо Шотемур. Первый выпуск возрожденной газеты вышел на свет 7 ноября 1929 года.
В середине 1930-х годов газета получила новое именование — «Коммунист Таджикистана», так она называлась вплоть до сентября 1991 года.  Газета выходила ежедневно, а тираж доходил до 100 тыс. экземпляров. Газета была награждена орденом Трудового Красного Знамени.
После распада СССР и обретения независимости Таджикистаном, в сентябре 1991 года газета опять сменила своё название на «Народная газета». Автором нового названия газеты являлся тогдашний главный редактор газеты — Николай Николаевич Кузьмин. Во время шестилетней гражданской войны в Таджикистане в 1992—1997 годах, как и остальные СМИ страны, газета пришла в упадок, но после окончания гражданской войны снова стала работать полноценно.
Продолжительное время, вплоть до 1970-х годов, днём рождения газеты было принято считать 7 ноября 1929 года. Причиной было неизвестность о первом постановлении об учреждении газеты. Например, в 1969 году газета отметила свое 40-летие, а спустя шесть лет, в 1975 году праздновала 50-летний юбилей. Между этими датами, в архивах было обнаружено историческое первое постановление об учреждении газеты. После этого открытия, история даты образования газеты была исправлена, и отсчёт пошёл с 7 ноября 1925 года.
В наше время выходит раз в неделю, тиражом более пяти тысяч экземпляров, и состоит из восьми страниц, в формате А2. Большая часть тиража распространяется по подписке в государственных учреждениях, оставшаяся часть на продажу и для рядовых подписчиков газеты. Издаётся только на русском языке. Газета с ноября 2017 года имеет свой официальный сайт на русском языке, где публикуются новости и другие статьи, хранится архив газеты. 29 июля 2015 года вышел на свет юбилейный, 20-тысячный номер газеты, а сама газета отметила 90-летие.